# 黃儀 (嘉靖進士)
黃儀（1531年—？），字象卿，號帶泉，廣東廣州府東莞縣人，民籍，明朝政治人物。

## 生平
嘉靖二十八年（1549年）己酉科廣東鄉試第五十六名舉人。嘉靖三十八年（1559年）中式己未科會試第三十七名，三甲第一百八十一名進士。刑部观政，以病请假歸乡。赴京謁选，未授官而卒。

## 家族
曾祖黃祖蔭；祖父黃銘；父黃玥，母陳氏。具庆下。兄黄伟。弟黄仰。